# Paloma Cortez
Paloma Cortez o (Cortés) fue una actriz y comediante argentina de la década de 1940.

## Carrera
Tuvo una participación fugaz , aunque relevante, en cine en películas como Canción de cuna en 1941, con dirección de Gregorio Martínez Sierra, con Catalina Bárcena, Nury Montsé y María Duval; Noche de bodas de 1942, dirigida por Carlos Hugo Christensen, encabezada por Paulina Singerman, Enrique Serrano e Irma Córdoba; y Casi un sueño en 1943. de la mano de Tito Davison, protagonizada por María Duval y Ricardo Passano.
Con el tiempo conoció y se casó con el doctor Julio Amoedo, diplomático del gran mundo y exnovio de la actriz Nélida Bilbao. Este matrimonio hizo pertenecer a Paloma a la esfera de la aristocracia argentina, y su imagen se fue alejando poco a poco del medio artístico.